# Масакі

Маса́кі (яп. 松前町, まさきちょう, МФА: [masakʲi t͡ɕoː]?) — містечко в Японії, в повіті Ійо префектури Ехіме. Розташоване в північній частині префектури. Отримало статус містечка 1922 року. Площа становить 20,32 км². Станом на 1 липня 2012 року населення складало 30 160  осіб, густота населення — 1480 осіб/км².   